# گریبوفکا
گریبوفکا (به لاتین: Gribovka) یک منطقهٔ مسکونی در روسیه است که در استان آمور واقع شده‌است.